# シャクチリソバ
シャクチリソバ（赤地利蕎麦、学名：Polygonum cymosum (シノニム: P. dibotrys Hara）は、タデ科タデ属の多年草、虫媒植物。和名は漢名「赤地利」の日本語読みに由来し、『本草綱目』に用いられた種名であり、牧野富太郎が和名として命名（1933年）したものである。ソバと同属であるが、自殖性である。地下に黄赤色の根茎を残し越冬するため、シュッコンソバ（宿根蕎麦）の名称もある。英名のPerennial Buckwheat（多年生のソバ）も同趣である。中国名は、金蕎。
太く空洞の茎に三角形ないしハート (シンボル)形の葉をつける。夏から秋にかけて５枚の萼片に分かれた白色の花をつける。多年生であるため、冬は地上部が枯れるが、宿根は残って翌年に新たな茎を叢生させる。

## 分布及び生産状況
原産地はヒマラヤ、および中国南西部。パキスタン、インド、ブータン、ネパール、中華人民共和国の南西、タイと広範囲の分布域を持っている。
シャクチリソバは二倍体と四倍体に大別でき、二倍体は中華人民共和国南西からチベット地方、四倍体はタイ北方からインド西北にかけて分布域がある。シャクチリソバの遺伝子やアロザイム変異を解析した結果からチベット地方に二倍体の野生種が発見され、約70万年前から150万年前頃に四倍体に分化したと考えられている。近縁種とされる栽培品種のダッタンソバはその後、シャクチリソバ（四倍体）の分布域において、自然変種・交雑や品種改良を行った可能性が高くなった。
日本には薬用植物として昭和初期に中国から導入され、東京大学大学院理学系研究科附属植物園で栽培された。その後、園外に飛散した種子が繁殖し、帰化植物として1960年代から繁茂することとなった。路傍や河川敷などに自生しており、アレロパシーにより他種を駆逐するため、優占群落を形成することもある。北海道は「北海道の外来種リスト」にシャクチリソバを挙げている。

## 形態・生態
林縁や川沿いなどの半日陰地に生える多年草。地下茎は太く木質。茎が多数出て、高さ50 - 120センチメートル (cm) になる。葉は長い柄がついて互生し、葉身は三角状広卵形で長さ5 - 15 cm、幅4 - 14 cm、葉先は鋭尖で、基部は切形から浅心形になる。葉裏の脈に沿って短毛があるほかは無毛である。托葉鞘は褐色の膜質で縁毛はない。
花期は7 - 10月。上部の葉腋から出た枝に花穂状の花序が2 - 4個ずつ生じ、ややまばらに花をつける。花は白色の花びらがついた車形で、径4 - 6ミリメートル (mm) ほどある。雄蕊は8本で葯は紅色、花柱は5本つく。短花柱花と長花柱花が別の株につく。果実は痩果で、長さ8 mmほどの3稜形、黒色。染色体数は、2 n=32。

## 成分及び利用
種子はえぐ味が強く、他のソバ類のように食用することはできない。一方で若葉は食用にできることから、明治期には「野菜ソバ」の名称で宣伝されたこともあった。『本草綱目』巻18「赤地利」の項によれば、葉と根茎を飲用すると解熱や腹下しを治す薬効があるほか、悪瘡毒腫にも効くという。